# Dichroplus intermedius
Dichroplus intermedius är en insektsart som beskrevs av Ronderos 1976. Dichroplus intermedius ingår i släktet Dichroplus och familjen gräshoppor. Inga underarter finns listade i Catalogue of Life.